# 1904 w filmie
Wydarzenia filmowe w 1904 roku.

## Wydarzenia
- 20 stycznia – Filoteo Alberini otworzył w Rzymie pierwsze kino "Cinema Moderno". Turyński optyk Arturo Ambrosio nakręcił krótkie filmiki dokumentalne z manewrów wojskowych w Alpach i wyścigów samochodowych (pierwsze włoskie filmy).
- 30 kwietnia – Oskar Messter na wystawie światowej w St. Louis po raz pierwszy przedstawił międzynarodowej publiczności obrazy dźwiękowe (nakręcił w tym celu specjalnie kilka filmów w języku angielskim, m.in. The Whistling Bowery Boy).
- George C. Hale na wystawie światowej w St. Louis po raz pierwszy zademonstrował atrakcję kinową Hale's Tours.
- Powstał film krótkometrażowy Fantastyczny wachlarz (fr. Le Merveilleux éventail vivant) w reżyserii Georges'a Mélièsa.

## Urodzili się
- 10 stycznia – Ray Bolger, aktor, piosenkarz, tancerz (zm. 1987)
- 17 stycznia – Patsy Ruth Miller, aktorka (zm. 1995)
- 18 stycznia – Cary Grant, aktor (zm. 1986)
- 10 lutego – John Farrow, reżyser (zm. 1963)
- 1 marca – Glenn Miller, muzyk, aktor (zm. 1944)
- 3 marca – Mayo Methot, aktorka (zm. 1951)
- 23 marca – Joan Crawford, aktorka (zm. 1977)
- 14 kwietnia – John Gielgud, aktor (zm. 2000)
- 16 kwietnia – Fifi D'Orsay, aktorka  (zm. 1983)
- 20 kwietnia – Bruce Cabot, aktor (zm. 1972)
- 17 maja – Jean Gabin, aktor (zm. 1976)
- 21 maja – Robert Montgomery, aktor (zm. 1981)
- 2 czerwca – Johnny Weissmuller, aktor (zm. 1984)
- 17 czerwca – Ralph Bellamy, aktor (zm. 1991)
- 18 czerwca – Keye Luke, aktor (zm. 1991)
- 26 czerwca – Peter Lorre, aktor (zm. 1964)
- 30 czerwca – Glenda Farrell, aktorka (zm. 1971)
- 10 lipca – Lili Damita, aktorka (zm. 1994)
- 25 sierpnia – Alice White, aktorka (zm. 1983)
- 1 września – Johnny Mack Brown, aktor (zm. 1974)
- 13 września – Gladys George, aktorka (zm. 1954)
- 29 września
  - Greer Garson, aktorka (zm. 1996)
  - Michał Waszyński, reżyser (zm. 1965)
- 20 października – Anna Neagle, aktorka (zm. 1986)
- 22 października – Constance Bennett, aktorka (zm. 1965)
- 1 listopada – Laura La Plante, aktorka (zm. 1996)
- 25 listopada
  - Jessie Royce Landis, aktorka (zm. 1972)
  - Helena Grossówna, aktorka (zm. 1994)

## Zmarli
- 15 maja – Étienne-Jules Marey, francuski fizjolog i fotograf (ur. 1830)